# Gerard Wiekens
Gerard Wiekens (ur. 25 lutego 1973) – piłkarz holenderski występujący na pozycji obrońcy. W sezonie 1998/1999 został wybrany przez kibiców Manchesteru City piłkarzem sezonu.